# Студенческий (Алтайский край)
Студе́нческий — посёлок в Бийском районе Алтайского края России. Входит в состав Заринского сельсовета.

## География
Находится в восточной части края, в южных пределах Бийско-Чумышской возвышенности, в пригородной зоне города Бийск, примерно в 2 км к западу от посёлка Заря.
Климат
Умеренный континентальный. Самый холодный месяц: январь (до −54 °C), самый тёплый: июль (до +39 °C). Годовое количество осадков составляет 450—500 мм.

## История
Посёлок входит в муниципальное образование «Заринский сельсовет» согласно муниципальной и административно-территориальной реформе 2007 года.

## Население
| 1997 | 1998 | 1999 | 2000 | 2001 | 2002 | 2003 | 2004 | 2005 |
| ---- | ---- | ---- | ---- | ---- | ---- | ---- | ---- | ---- |
| 121  | ↘115 | ↗117 | ↘114 | ↗118 | ↘111 | ↗123 | ↘116 | ↘93  |
| 2006 | 2007 | 2008 | 2009 | 2010 | 2011 | 2012 | 2013 |      |
| ↗117 | ↗119 | ↘105 | ↗113 | ↘107 | →107 | →107 | ↗113 |      |

Национальный состав
Согласно результатам переписи 2002 года, в национальной структуре населения русские составляли 86 % от 122 жителей.

## Инфраструктура
Функционирует фельдшерско-акушерский пункт.
В центре поселения, посёлке Заря, находится общеобразовательная школа, отделение «Почты России».

## Транспорт
Посёлок доступен по автодороге межмуниципального значения «Первомайское — Заря».